# Saborsko
Saborsko je općina u Hrvatskoj, u Karlovačkoj županiji.

## Zemljopis
Župa Saborsko je ličko brdsko mjesto, smješteno u zakrivljenoj dugoj i uskoj kotlini. Vjerojatno je to i najduže selo u Hrvatskoj. Od ulaza, sa strane Plaškog, do kraja Kuselja zaseoka najbližeg Plitvicama, ima 8,7 km. Nadmorska visina mjesta je od 630 do 900 m. 1/4 Saborskog dio je nacionalnog parka Plitvička jezera.

## Stanovništvo
Narodnost:
- Hrvati 78,5 %,
- Srbi 19,2 %.

Godine 1959. u selu je kršteno 81 dijete, 1969. samo 26, 1979. 10 djece, a 1990. petero djece. Godine 1974. župa je imala 1701 (-187) žitelja. 
Domovinski rat je rastjerao sve stanovnike Saborskog. U godini 2003. u župi je kršteno sedmero djece.
U posljednje vrijeme postupno se osjeća oporavak i povratak raseljenih Hrvata te gospodarski uspon na temelju turizma i pilanarstva.

### Saborsko (općina)
- 2001. – 860 (Hrvati – 675, Srbi – 165, ostali – 20)[4]
- 1991. – 1501 (Hrvati 801, Srbi – 658, ostali 42)
- 1981. – 2105 (Hrvati – 1086, Srbi – 949, Jugoslaveni – 62, ostali 8 )
- 1971. – 2753 (Hrvati – 1486, Srbi 1225, Jugoslaveni – 17, ostali 25 )
- 1961. – 3246
- 1951. – 3695
- 1948. – 3898
- 1931. – 4058

### Saborsko (naseljeno mjesto)
- 2001. – 666
- 1991. – 852 (Hrvati – 800, Srbi – 18, ostali – 34)
- 1981. – 1127 (Hrvati – 1081, Srbi – 38, Jugoslaveni – 4, ostali – 4)
- 1971. – 1519 (Hrvati – 1476, Srbi – 34, Jugoslaveni – 1, ostali – 8)
- 1961. – 1832
- 1951. – 2062
- 1948. – 2165
- 1939. – 3352 vjernika + 50 onih koji su živjeli izvan župe. (dr. Mile Bogović)

| Godina popisa | Općina Saborsko | Saborsko sa zaseocima |
| 1857          | 2087            | 713                   |
| 1869          | 2912            | 1334                  |
| 1880          | 2944            | 1391                  |
| 1890          | 3631            | 1879                  |
| 1900          | 3769            | 1944                  |
| 1910          | 3806            | 2010                  |
| 1921          | 3814            | 1741                  |
| 1931          | 4058            | 2012                  |
| 1948          | 3895            | 2165                  |
| 1953          | 3695            | 2062                  |
| 1961          | 3249            | 1832                  |
| 1971          | 2753            | 1519                  |
| 1981          | 2105            | 1127                  |
| 1991          | 1501            | 852                   |
| 2001          | 860             | 666                   |
| 2011          | 645             | 472                   |
| 2021          | 474             | 334                   |

## Povijest Saborskog
Saborsko se prvi put, u sačuvanom pisanom vrelu, spominje pod imenom Zaborsko u Modruškom urbaru (lat. urbarium, urob ili urbar), iz 1486. godine, kao jedno od mjesta koje je 1449. godine u posjed dobio hrvatski ban Stjepan Frankopan II. Ozaljski. Mjesto je postojalo i prije, ali velika je vjerojatnost da ga je namjerno naseljavao Frankopan, nakon što je koncem XII. stoljeća dobio u posjed Modrušku županiju.
Modruški urbar svjedoči da je u Zaborskom godine 1486. postojalo 12 naseljenih i 6 i pol opustjelih kmetovskih imanja, frankopanski dvorac, feudalčeva domena i katolička crkva, te da su kmetovi osim vlastelinske morali obrađivati i crkvenu zemlju. 
Oslobođenjem Like i pomicanjem osmanske granice ka Drežniku, Izačiću i Cazinu, nastala su povoljnija vremena za ponovno naseljavanje stanovništva krajem 17. i početkom 18. stoljeća. 
U Drugom svjetskom ratu četnici su ubili 48 saborčanskih civila, među kojima i sedmero djevojčica i dječaka u dobi od 6 do 14 godina. Ukupan broj žrtava Drugog svjetskog rata je 470-500, najveći broj je stradao na Križnom putu.
Župa Saborsko je također posebna. To je povratnička župa. U Domovinskom ratu branitelji Saborskoga morali su se povući, nakon višemjesečne hrabre obrane svojih domova. JNA i četnici (gotovo 1000 pripadnika paravojnih formacija) su u svom divljačkom napadu s devet vojnih zrakoplova, 43 tenka, desetak haubica i VBR-ova srušili selo, a sve kuće uništili, zajedno sa župnom crkvom.
Još je grozomorniji bio pokolj starih i nemoćnih, koji nisu uspjeli otići s braniteljima. Stari i nemoćni ubijani su na kućnim pragovima, a potom su bačeni u zajedničku grobnicu blizu župne kuće. Nadbiskup je riječko-senjski Anton Tamarut 4 godine nakon toga pokolja (koji se zbio 12. studenog 1991.) predvodio sprovode u Saborskom za 24 ubijene osobe. To je obavljeno 15. studenog 1995., a zemni ostaci pobijenih Saborčana smješteni su u mjesno groblje. Ukupan broj stradalih u Domovinskom ratu (1991. – 1995.) je 52 osobe.

## Župa Saborsko
Prema popisu blagoslova kuća, 30. i 31. prosinca 2003., u župi sv. Ivana Nepomuka Saborsko u 181 kući živi 465 katolika, od kojih neki još uvijek samo povremeno. Djece u velikoj sagrađenoj školi ima samo 18, što je ipak 100% više nego u prošloj školskoj godini, kada ih je bilo 9. Župom je, nakon oslobođenja Saborskoga 1995. – 1996. iz Josipdola upravljao vlč. Zlatko Sušić, nekoć saborčanski župnik. Tada je za Saborsko brigao Pater Tonči, a potom kao i u Plaškom vlč. Zdenko Skender, a od kolovoza 2003. fra Slavko Antunović i fra Robert Jolić. Župa Saborsko je u sastavu ogulinskog dekanata i Gospićko-senjske biskupije. Obuhvaća naselja Saborsko, Biljevinu, Kuselj i Sertić Poljanu.

## Gospodarstvo
Okolica je bogata šumom, u povijesti i danas. To je glavna označnica načina života Saborčana. Najčešće su se oni bavili šumom, sjekli je i izvlačili, a prije Drugog svjetskog rata u pilanama i u šumi je bilo zaposleno oko 300 radnika.
Nakon rata pilane više ne rade, tadašnje vlasti ih preseljavaju u susjedna pravoslavna sela. To uzrokuje i veliko iseljavanje.
U samom mjestu Saborsko danas radi jedna pilana koja zapošljava desetak ljudi.

## Prirodne ljepote i zaštićena područja općine Saborsko
Bogatstvo i ljepota Saborskog najviše se očituju u netaknutoj šumskoj planinskoj prirodi. Područje obiluje planinskim potocima, jezerima, gustom nezagađenom šumom i nebrojenim vrstama divljih životinja. Kako bi i dalje ostala očuvana, mnoga su područja općine Saborsko zaštićena.
- Mala Kapela
- Jezero Blaćansko
- Jesenica (rijeka)

Zaštićena područja
- Dio Nacionalnog parka Plitvička Jezera
- Čorkova uvala

## Spomenici i znamenitosti župe Saborsko
- Stara župna crkva iz 1726.godine, spomenik kulture nulte kategorije.
- Župna crkva Sv.Ivana Nepomuka iz 2001. godine u Saborskom.
- Spomen obilježje masovne grobnice "Ranjena golubica".
- Funtana (česma) u Saborskom iz 1883. godine.
- Čorkovo vrilo (česma) u Čorkovoj Uvali

## Saborčanski govor
Kao jedna od posebnosti kulturne i narodne baštine tog kraja može se navesti i specifični govor. Govor pripada zapadnoštokavskom (štokavskom ikavskom) dijalektu, ali je izvorno srednjočakavski ikavsko-ekavski govor u koji su ušle mnoge štokavske riječi, pa se tako izgubila upitna zamjenica ča u korist riječi što, ali su očuvani mnogi čakavski elementi (npr. zamjenica česa=čega kao genitiv od ča), te se alternacija staroslavenskog glasa jat ostvaruje kao e ili i, što je imanentno čakavskim ikavsko-ekavskim govorima, gdje jat ispred dentalnih suglasnika (t, d, s, z, l, r, n) ako iza njih slijede stražnji samoglasnici (a, o, u) ili ako su na kraju riječi, prelazi u e, a u ostalim slučajevima, prelazi u i (npr. sedi-sidim, proliće-leto, svitli-svetlo, bela-bilit). Također su očuvani mnogi arhaični čakavski oblici i riječi (npr. stara mati=baka, Mrtvi godi=Dušni dan, maša=misa, merlin=mrkva, pod=tavan, vanjkuš=jastuk, vaik=uvijek, mujsa=mačka, nafalice=samo radi toga). Samoglasnik o se često zamjenjuje samoglasnikom u, npr. riječi un=on, unda=onda i dr. Česti su dvoglasi uo, ie i ua (npr. puod=pod, lied=led, gluava=glava). Prisutan je velik broj germanizama (npr. cajt=vrijeme, štokrla=stolac bez naslona, britašnik=novčanik), turcizama (npr. čaršaf=plahta, perčin=pletenica, peškir=ručnik) i romanizama (npr. funtana=vrelo, poplanirat=poravnati, škuro=tamno).

## Poznate osobe
- Josip Krizmanić, šumar, začetnik proizvodnje drvene šimle (šimble) u Saborskom (Kuselj). Prvi koji je napisao knjigu o Saborskom,

## Obrazovanje
- Područna škola Saborsko s 30-ak učenika

## Kultura
- Knjižnica

## Šport
- Postojao je nogometni klub NK Saborsko

## Vanjske poveznice
- Informativni portal

- Službena stranica općine Saborsko
- Saborsko u paklu rata (9. dio), Udruga Hrvatski dragovoljac 91

Napomena: tekst preuzet iz ZOV-a, lista ogulinskog dekanata.